# Rineloricaria parva
Rineloricaria parva és una espècie de peix de la família dels loricàrids i de l'ordre dels siluriformes.
Els aduktss poden assolir els 11 cm de longitud total. Es troba a la conca del riu Paraguai.